# Euphyia epicteta
Euphyia epicteta är en fjärilsart som beskrevs av Turner 1908. Euphyia epicteta ingår i släktet Euphyia och familjen mätare. Inga underarter finns listade i Catalogue of Life.